# Orbea luntii
Orbea luntii är en oleanderväxtart som först beskrevs av Nicholas Edward Brown, och fick sitt nu gällande namn av P.V. Bruyns. Orbea luntii ingår i släktet Orbea och familjen oleanderväxter. Inga underarter finns listade i Catalogue of Life.